# Love Letters (televisieprogramma)
Love Letters was een Nederlands televisieprogramma van de TROS gepresenteerd door Linda de Mol. De eerste aflevering van Love Letters was op 26 december 1990.

## Inhoud
In dit televisieprogramma krijgen drie koppels de kans om te trouwen. Door middel van verschillende spelletjes vallen twee stellen af. Het winnende stel mag in dezelfde aflevering ook nog daadwerkelijk trouwen, en krijgt als cadeau een huwelijksreis aangeboden. Terugkerend spelonderdeel is de taart. Een andere bekend spelonderdeel was de "champagne-piramide", een piramide van kleine glaasjes die gevuld waren met witte champagne. Bovenop stond een glaasje met rode champagne De koppels moesten om beurten een glaasje uit bovenste rijen van de piramide halen zonder dat het rode glaasje omviel. Het koppel bij wie dit gebeurde, viel af. 
Op 7 mei 2005 werd de laatste uitzending uitgezonden op televisie. Er werd geen nieuw seizoen geproduceerd wegens het vertrek van Linda de Mol naar de televisiezender Talpa, de televisiezender van haar broer John de Mol. Hierdoor kwam er na elf seizoenen een eind aan Love Letters.

## Duitsland
Ook in Duitsland is dit concept populair geworden. Onder de naam Traumhochzeit produceerde RTL Deutschland bijna tien jaar afleveringen. De presentatie werd ook hier verzorgd door Linda de Mol. In 2013 keerde Traumhochzeit terug op de Duitse televisie.